# Gala Biznesu
Gala Biznesu – impreza organizowana corocznie od 2007 do 2011 roku, podczas której nagradzane był osoby mające duży wpływ na rozwój przedsiębiorczości w województwie łódzkim. Powstała z inicjatywy członków Łódzkiego Studenckiego Forum Business Centre Club.

## Idea
Celem organizowanego przedsięwzięcia była promocja przedsiębiorczości wśród młodych osób, a także tworzenie sprzyjającego klimatu dla podejmowania nowych inicjatyw. Podczas Gali Biznesu wręczane są statuetki, o przyznaniu których decydują studenci łódzkich uczelni. Inicjatywa miała na celu zaprezentowanie osób i instytucji związanych z rozwojem przedsiębiorczości w regionie łódzkim.
W przedsięwzięciu brali udział przede wszystkim młodzi liderzy ze wszystkich kluczowych dziedzin życia społecznego i gospodarczego oraz osoby reprezentujące największe organizacje biznesowe, postaci ze świata nauki, politycy, a także przedstawiciele organizacji studenckich z całej Polski.
Nad częścią konkursową czuwała kapituła złożona z przedstawicieli organizacji studenckich, działających
w regionie łódzkim (samorządy studenckie wyższych uczelni, koła naukowe, biura karier, studenckie organizacje międzynarodowe)

## Kategorie
Głównym założeniem Gali Biznesu było głosowanie studentów na nominowanych w kategoriach:
1. Polityk roku
2. Uczelnia roku
3. Dziennikarz roku
4. Młoda firma
5. Firma wspierająca młodych przedsiębiorców
6. Firma roku
7. Instytucja promująca przedsiębiorczość
8. Zasługi dla rozwoju miasta
9. Najważniejsza inwestycja roku
10. Osobowość środowiska naukowego
11. EkoFirma

## Dotychczasowi laureaci
|      | Polityk Roku          | Uczelnia Roku                                            | Dziennikarz Roku    | Młoda Firma      | Firma wspierająca młodych przedsiębiorców                      | Firma roku      | Instytucja promująca przedsiębiorczość                    | Zasługi dla rozwoju miasta | Najważniejsza inwestycja roku                                         | Osobowość środowiska naukowego | Ekofirma                      |
| ---- | --------------------- | -------------------------------------------------------- | ------------------- | ---------------- | -------------------------------------------------------------- | --------------- | --------------------------------------------------------- | -------------------------- | --------------------------------------------------------------------- | ------------------------------ | ----------------------------- |
| 2007 | Włodzimierz Fisiak    | Społeczna Wyższa Szkoła Przedsiębiorczości i Zarządzania | Przemysław Lisiecki | Planeta Pierogów | Prime Invest                                                   | Ericpol Telecom | Instytut Nowych Technologii                               | Łódź Art Center            | Firma Apsys za realizację projektu ‘Manufaktura’                      | Krzysztof Konecki              | --                            |
| 2008 | Krzysztof Kwiatkowski | Uniwersytet Łódzki                                       | Robert Sakowski     | VHB Sp. z o.o.   | Raiffeisen Bank Polska                                         | Dell            | Bełchatowsko-Kleszczowski Park Przemysłowo Technologiczny | Final Four                 | Dell                                                                  | Jan Gajda                      | --                            |
| 2009 | Nagrody nie wręczono  | Uniwersytet Medyczny                                     | Marzanna Zielińska  | Klub Frame       | Infosys                                                        | Varitex SA      | Fundacja Projekt Łódź                                     | Grupa Pewnych Osób         | St. Paul’s Developments Polska za realizację projektu Textorial Park  | Wojciech Katner                | --                            |
| 2010 | Krzysztof Kwiatkowski | Uniwersytet Łódzki                                       | Piotr Wesołowski    | MobileMS         | Centrum Transferu Technologii Politechniki Łódzkiej Sp. z o.o. | Rossmann        | Młodzi w Łodzi                                            | Sylwester Cacek            | Atlas Arena                                                           | Włodzimierz Nykiel             | Remondis                      |
| 2011 | John Godson           | Uniwersytet Łódzki                                       | Jacek Grudzień      | Pizzaportal.pl   | Centrum Transferu Technologii Politechniki Łódzkiej Sp. z o.o. | Grupa TOYA      | Łódzka Specjalna Strefa Ekonomiczna                       | Marcin Gortat              | Centrum Konferencyjno-Wystawiennicze Międzynarodowych Targów Łódzkich | Marek Belka                    | W4E Centrum Energii Wiatrowej |

## Zmiany podczas 5. edycji Gali Biznesu
W 2011 r. organizatorzy Gali Biznesu oprócz głosowania studentów umożliwili głosowanie również łodzianom. Mieszkańcy Łodzi mogli głosować drogą smsową w dwóch kategoriach: Człowiek Regionu łódzkiego i Firma Regionu Łódzkiego.
Ponadto z myślą o studentach zorganizowano Miesiąc Przedsiębiorczości, czyli wykłady otwarte na łódzkich uczelniach. Serię wykładów rozpoczął minister sprawiedliwości Krzysztof Kwiatkowski.